# لوتروبية مدهشة
لوتروبية مدهشة (الاسم العلمي: Lautropia mirabilis) هي نوع من البكتيريا، سلبية الغرام، تتبع اللوتروبيات.